# Тадеуш Згулка
Тадѐуш Згу̀лка (на полски: Tadeusz Zgółka) е полски езиковед, професор в университет „Адам Мицкевич“, където е декан на Филологическия и Неофилологическия факултети, съосновател и ректор на Висшето училище за чужди езици в Познан, действителен член на Полската академия на науките, носител на Кавалерски кръст на Ордена на Възраждане на Полша.

## Научни трудове
- O strukturalnym wyjaśnianiu faktów językowych (1976)
- Język, kompetencja, gramatyka : studium z metodologii lingwistyki (1980)
- Wstępu do językoznawstwa(1982) – в съавторство с Йежи Погоновски и Йежи Банчеровски
- Język wśród wartości (1988)
- Językowa wieża Babel, czyli, Iloma językami mówimy (1990)
- Struktura logiczna rozumowań lingwistycznych: praca zbiorowa (1990) – в съавторство с Йежи Погоновски
- Słownictwo polskich tekstów rockowych: listy frekwencyjne (1991) – в съавторство с Халина Згулкова и Кшищоф Шимоняк
- Słownictwo współczesniej poezji polskiej: listy frekwencyjne (1992) – в съавторство с Халина Згулкова
- Przyczynki do metodologii lingwistyki (1996) – в съавторство с Йежи Погоновски